# Parafia św. Józefa w Kasparusie
Parafia Świętego Józefa w Kasparusie – parafia rzymskokatolicka znajdująca się w diecezji pelplińskiej, w dekanacie Skórcz.

## Kościół
Zabytkowy kościół parafialny św. Józefa wzniesiony w 1926 roku spłonął w poważnym stopniu 31 grudnia 2020 roku.